# Высокогорная дорога Гросглоккнер
Высокогорная дорога Гросглоккнер (нем. Großglockner-Hochalpenstraße) панорамная дорога в Австрии. Она соединяет земли Зальцбург и Каринтия. Проходит по национальному парку Высокий Тауэрн (нем. Hohe Tauern). Названа в честь самой высокой горы Австрии Гросглоккнер — 3798 м. Длина дороги около 48 км. Представляет собой серпантин из 36 поворотов.
Начинается в коммуне Фуш-ан-дер-Гросглоккнерштрасе (нем. Fusch an der Großglocknerstraße) на высоте 805 м. Заканчивается в коммуне Хайлигенблут (нем. Heiligenblut) на высоте 1301 м. Максимальная высота — перевал Хохтор (нем. Hochtor) — 2504 м над уровнем моря.
Максимальный уклон дороги — 10,2 %. Средний уклон северного склона — 7,1 %, южного — 8,6 %.
Ведёт в центр кайзера Франца Иосифа, с панорамным видом на ледник Пастерце и собственно гору Гросглоккнер. Проезд по дороге платный.
С 12 января 2016 года высокогорная дорога Гросглоккнер является кандидатом на включение в список всемирного наследия ЮНЕСКО.

## История

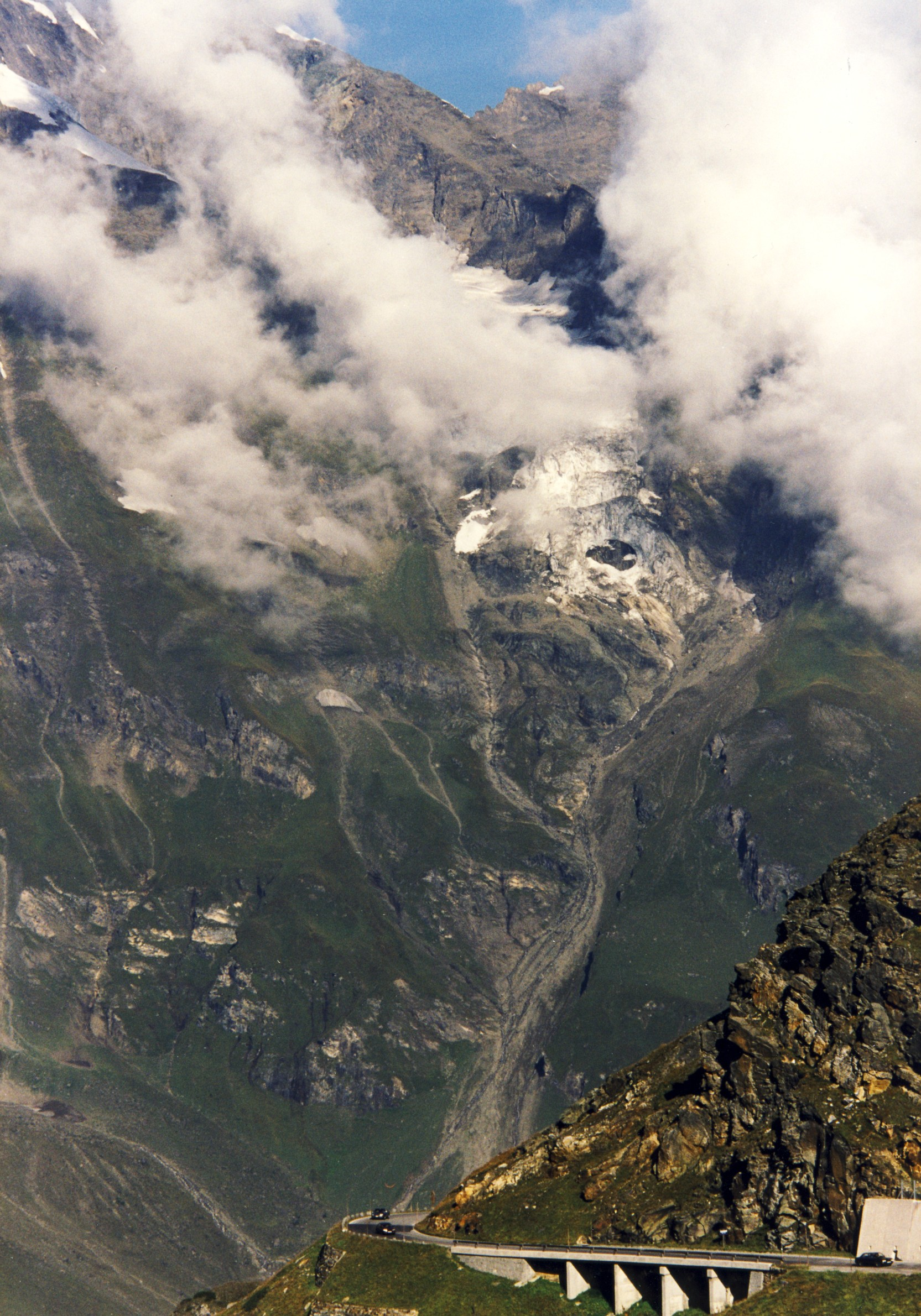
Дорога осенью 1997 года

Когда в 1924 году, группа австрийских экспертов представила план по дороге на Хохтор (высокий перевал), к ним отнеслись со скептицизмом. В то время в Австрии, Германии и Италии было всего 154 тыс. частных автомобилей, 92 тыс. мотоциклов, и 2000 км асфальтированных дорог. Австрия страдала от катастрофических экономических результатов потерь в Первой мировой войне, сократила в семь раз свои размеры, потеряла свои международные рынки и страдала от разрушительной инфляции.
Даже простой проект гравийной дороги шириной 3 м с разъездами оказался слишком дорогим. Импульс для строительства дороги, которая должна была открыть бесплодную альпийскую долину для моторизованного туризма, дал спад на фондовом рынке в Нью-Йорке в 1929 году. Эта катастрофа сильно встряхнула бедную Австрию.
В течение трех лет объем производства упал на четверть. Тогда правительство возродило проект Гросглоккнер для того, чтобы дать работу 3200 (из 520 тыс.) безработным. В новом проекте дорога была расширена до 6 м, рассчитывая на 120 тыс. посетителей в год. Государство решило восполнить затраты на строительство путём введения платы за пользование дорогой.
30 августа 1930 в 9:30 утра, был произведен первый взрыв горной породы. Четыре года спустя, глава правительства Зальцбурга впервые проехал по новой дороге на автомобиле Steyr 100.
Год спустя, 3 августа 1935 года высокогорная дорога Гросглоккнер была открыта и введена в эксплуатацию. И уже день спустя на ней проводились международные автомобильные и мотоциклетные гонки Grossglockner Races.
Включая строительство второстепенных подъездных дорог, дорога обошлась в 910 млн австрийских шиллингов (в ценах 1990 года), что на 7 млн меньше, чем предполагалось.
Вместо планируемых 120 тыс. посетителей в 1930 году, дорога привлекла 375 тыс. посетителей и 98 тыс. автомобилей. После Второй мировой войны количество посетителей возросло и к 1952 году достигло 412 тыс. посетителей и 91 тыс. автомобилей. В 1962 году 360 тыс. автомобилей и 1,3 млн посетителей перешли через перевал.

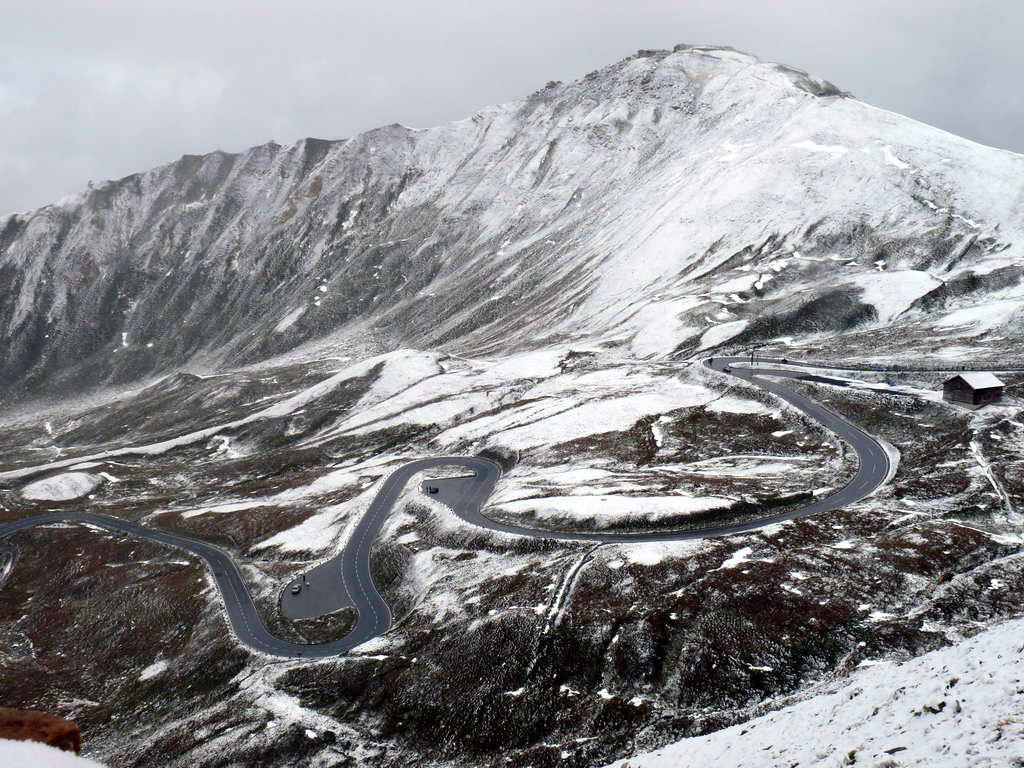
Серпантин в сентябре 2008 года (Wilfried-Haslauer-Haus)

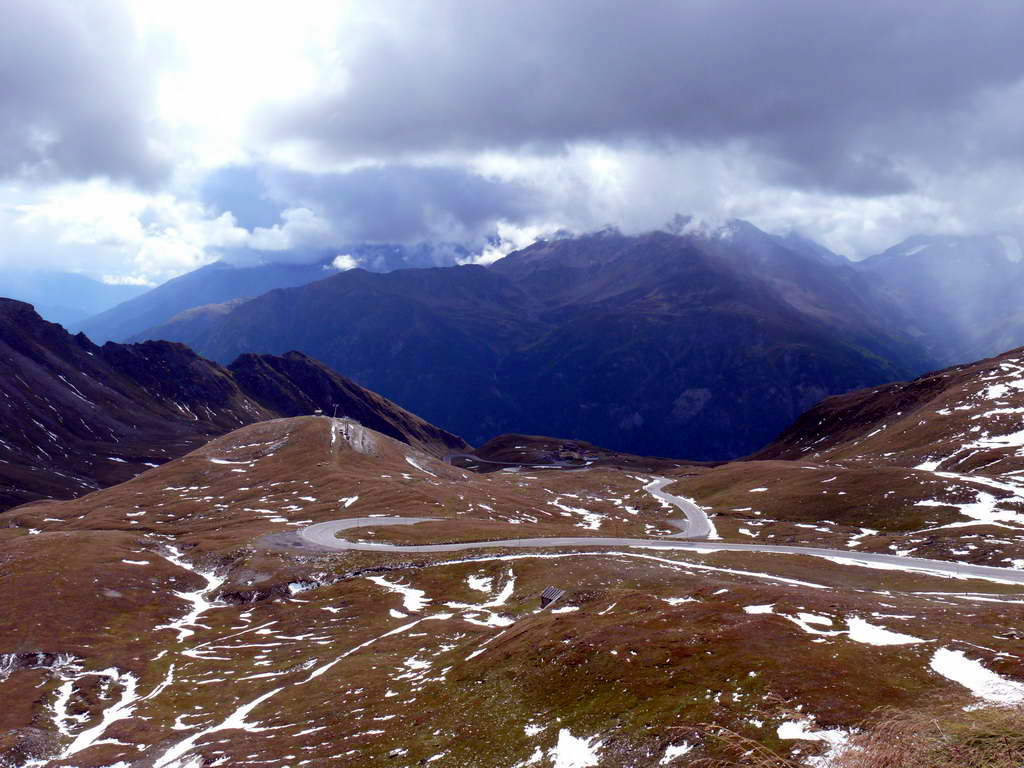
Вид на Каринтию в сентябре 2008 года

Открытие автомагистралей Felbertauern в 1967 году и Tauern в 1975 не только снизило движение почти на 15 %, но и навсегда изменило характер высокогорной дороги: из утилитарного трансальпийского пути в экскурсионную панорамную дорогу с прекрасными природными видами.
Увеличение числа посетителей сделало возможным поэтапную модернизацию дороги до ширины 7,5 м и радиусов кривых до 15 м вместо 10, а также 4000 парковочных мест, вместо 800, как ранее. Годовая пропускная способность увеличена до 350 тыс. автомобилей.

## Очистка от снега
В 1936 и 1937 годах, 350 мужчин убрали лопатами 250 тыс. кубометров снега за 70 дней, для сохранения по крайней мере одной полосы для движения. Начиная с 1953 года автоматизированная техника убирает от 600 до 800 тыс. кубометров снега.
В 1937 году дорога была доступна только 132 дня в году, в 1963 году этот период увеличили до 276 дней. Как правило она открыта с начала мая до конца октября.

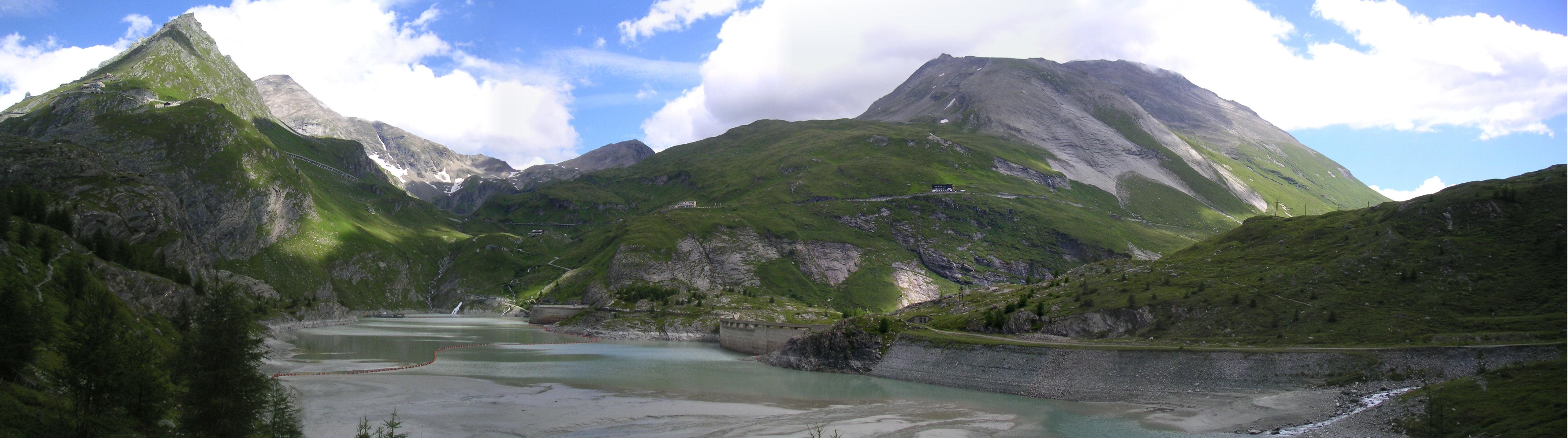
Панорамный вид на дорогу, недалеко от центра кайзера Франца Иосифа